# Friedrich Wilhelm (Teschen)

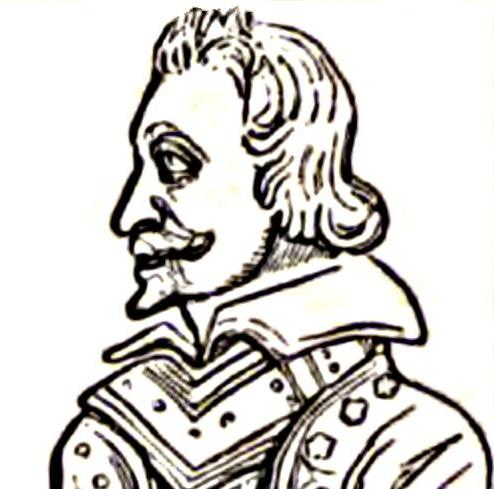
Friedrich Wilhelm von Teschen, Zeichnung nach einem Münzbildnis

Friedrich Wilhelm von Teschen (tschechisch Fridrich Vilém Těšínský, polnisch Fryderyk Wilhelm cieszyński; * 9. November 1601; † 19. August 1625 in Köln) war von 1617 bis 1625 Herzog von Teschen. Er entstammte dem Teschener Zweig der Schlesischen Piasten, der mit seinem Tod erlosch.

## Leben
Friedrich Wilhelms Eltern waren der Teschener Herzog Adam Wenzel und Elisabeth, Tochter des Herzogs Gotthard Kettler von Kurland und Semgallen, die zehn Tage nach seiner Geburt starb. Friedrich Wilhelm blieb zunächst unter der Aufsicht seines Vaters, der ihn protestantischen Lehrern anvertraute, u. a. dem aus Hirschberg stammenden Gelehrten Balthasar Exner. Zwischen 1607 und 1609 wurde in Exners Werken jeweils vermerkt, er habe vom Kaiser Rudolf II. den poetischen Lorbeer erhalten und sei der verantwortliche Leiter für Erziehung und Studium des Teschener Erbprinzen Friedrich Wilhelm (Poeta Caesareus - Morum ac Studiorum Director).
Nachdem Friedrich Wilhelm Weihnachten 1609 zusammen mit seinem Vater zum Katholizismus übergetreten war, wurden die protestantischen Erzieher entfernt und seine weitere Erziehung und Bildung katholischen Lehrern übergeben. Bei diesem Vorgehen übte vermutlich auch der Breslauer Bischof Karl von Österreich einen Einfluss aus. Er war ein Verfechter der Gegenreformation und über seine Mutter Maria von Bayern ein Vetter des bayerischen Herzogs Maximilian I., der damals der mächtigste katholische Fürst des Reiches war und 1609 die Katholische Liga begründet hatte. Vermutlich deshalb wurde Friedrich Wilhelm Ende 1614 von seinem Vater an den Münchner Hof geschickt. München war damals eines der Zentren des wiedererstarkten Katholizismus und verfügte über das größte Jesuitenkolleg Deutschlands. Dieses besuchte Friedrich Wilhelm auf Kosten des spanischen Königs Philipp III. Zu seinen Mitschülern gehörten u. a. zwei Söhne des böhmischen Oberstmarschalls Wilhelm Slavata. Mit der Auswahl des Studienortes für seinen Sohn beabsichtigte Herzog Adam auch eine politische Annäherung Teschens an das habsburgische Spanien und an das Herzogtum Bayern.
Nach dem Tod des Vaters 1617 übernahm ein vom Kaiser eingesetztes Gremium die Vormundschaft über Friedrich Wilhelm, während die Regentschaft über das Herzogtum faktisch in den Händen von Friedrich Wilhelms Schwester Elisabeth Lukretia lag. Das Vormundschaftsgremium bestand aus dem Breslauer Bischof Karl von Innerösterreich, dem Herzog von Troppau und Jägerndorf, Karl I. von Liechtenstein, und dem Landeshauptmann von Oppeln-Ratibor Hans Christoph I. Proskowski von Proskau. Während der Vormundschaft wurden vermehrt gegenreformatorische Maßnahmen durchgeführt und Friedrich Wilhelms Schwester mit Gundaker von Liechtenstein, einem Bruder Karls I. von Liechtenstein, verheiratet. Die evangelischen Prediger mussten das Herzogtum verlassen, und die Kirchen wurden wieder den Katholiken zugewiesen. Diese Maßnahmen wurden nach der Wahl des Königs Friedrich 1618 gegen den Willen Friedrich Wilhelms wieder rückgängig gemacht.
Im November 1619 erlangte Friedrich Wilhelm die Volljährigkeit. Von München aus versuchte er, die Verwaltung seines Herzogtums zu übernehmen. Demgegenüber verlangte der Schlesische Fürstentag von ihm, erst den bereits geflohenen König Friedrich anzuerkennen. Trotzdem erreichte Friedrich Wilhelm wenige Monate später, dass die Teschener Stadtpfarrkirche wieder katholisch wurde.
Im Juli 1620 gehörte Friedrich Wilhelm zum Gefolge des bayerischen Herzogs Maximilian I., der mit seinen Truppen nach Oberösterreich und dann nach Böhmen einmarschierte. Vermutlich nahm er am 8. November d. J. an der Schlacht am Weißen Berg teil. Danach erkrankte er schwer und legte der Madonna von Tuntenhausen ein Gelübde ab. 1621 ist er im Mirakelbuch der Wallfahrtskirche Tuntenhausen mit einer wundertätigen Heilung verzeichnet. Anschließend nahm er vermutlich an weiteren Kriegszügen teil und kehrte erst 1623, erstmals nach neun Jahren, in sein Herzogtum zurück, um es in Besitz zu nehmen. Eine frühere Rückkehr war wegen der Auswirkungen des Dreißigjährigen Krieges nicht möglich. 1620 belagerten polnische Truppen (Lisowczycy) das Herzogtum und vernichteten Skotschau und Schwarzwasser. 1622 bekämpften sich kaiserliche Truppen unter Karl Hannibal von Dohna mit dem protestantischen Heer des Jägerndorfer Herzogs Georg des Frommen, der Teschen besetzt hielt.
Im März 1624 nahm Friedrich Wilhelm erstmals am Schlesischen Fürstentag teil. 1625 begab er sich mit seinem Gefolge über Brüssel nach Breda, um sich auf Seiten der Spanier am Spanisch-niederländischen Krieg zu beteiligen. Auf der Rückreise erkrankte er im August 1625 schwer und starb in einer Herberge in Köln. Vorher errichtete er dort ein notarielles Testament, mit dem er seine Schwester Elisabeth Lukretia zur Erbin des Herzogtums Teschen einschließlich der Herrschaften Skotschau, Schwarzwasser und Jablunkau einsetzte. Vermächtnisse erhielten u. a. der Kapuzinerorden und das Dominikanerkloster in Teschen. 2.000 Reichstaler sollten an die Armen verteilt werden, die Wallfahrtskirche Tuntenhausen wurde mit einem diamantenen Kleinod bedacht und Kaiser Ferdinand II. zum Testamentsvollstrecker bestimmt. Friedrich Wilhelms Leichnam wurde nach Teschen überführt und in der Kirche der Dominikaner beigesetzt.
Friedrich Wilhelm starb unverheiratet und ohne legitime Nachkommen. Die von ihm gezeugte außereheliche Tochter Magdalena wurde 1625 vermutlich erst nach seinem Tod geboren. In Friedrich Wilhelms Testament wurde sie jedenfalls nicht erwähnt. Erst 1640 wurde sie durch Kaiser Ferdinand III. legitimiert. Nach 1661 starb sie als Maria Magdalena von und zu Hohenstein.
Da mit Friedrich Wilhelm der Teschener Familienzweig im Mannesstamm erlosch, sollte das Herzogtum Teschen als erledigtes Lehen an die Krone Böhmen zurückfallen. Dem widersetzte sich Friedrich Wilhelms Schwester Elisabeth Lukretia, die deshalb einen langen Rechtsstreit um ihre Besitzrechte am Herzogtum Teschen führte. Erst 1638 erlangte sie die Zustimmung des Kaisers Ferdinand III., wonach sie das Herzogtum auf Lebenszeit zur persönlichen Nutznießung behalten durfte.